# Lyctus tomentosus
Lyctus tomentosus är en skalbaggsart som beskrevs av Edmund Reitter 1879. Lyctus tomentosus ingår i släktet Lyctus och familjen kapuschongbaggar. Inga underarter finns listade i Catalogue of Life.

## Bildgalleri

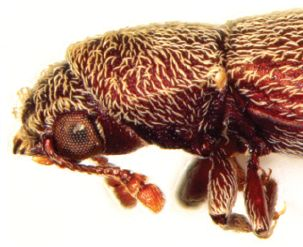
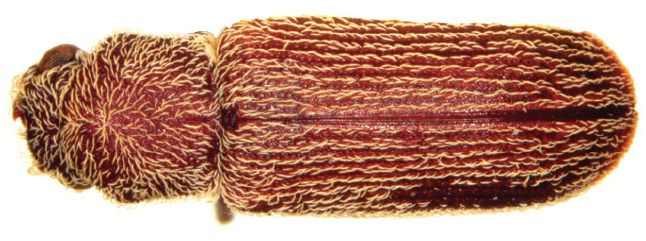
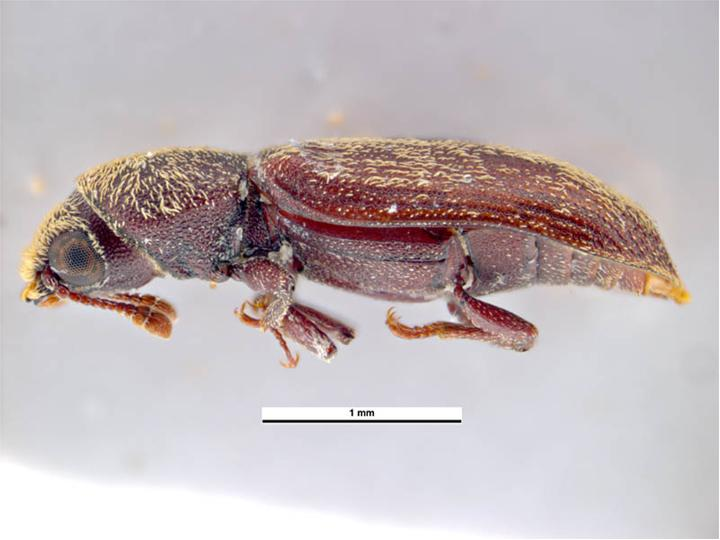